# 倫克山脈 (伊利沙伯女皇地)
倫克山脈（英語：Luncke Ridge）是南極洲的山脈，位於伊利沙伯女皇地，處於朗格內斯灣東端北部，挪威製圖師根據該國拍攝的空中照片繪入地圖，現時由南極條約體系管理。